# Hornaday Lake
Der Hornaday Lake ist ein See im äußersten Norden von Kanada an der Grenze zwischen den Nordwest-Territorien und Nunavut. Der Seename ist nicht offiziell, wenngleich auf diesen in verschiedenen offiziellen Publikationen Bezug genommen wird, beispielsweise von der Nationalparkverwaltung oder vom Geological Survey der Nordwest-Territorien.

## Lage
Der 56 km² große See liegt im Osten des Tuktut-Nogait-Nationalparks. Er befindet sich in einer Tundralandschaft.  Der See besitzt eine Längsausdehnung in SSW-NNO-Richtung von 12,2 km sowie eine maximale Breite von etwa 7 km. Der Little Hornaday River entwässert den 512 m hoch gelegenen See an dessen Südwestufer.

## Sonstiges
Der Hornaday Lake ist bis Juni meist eisbedeckt. Der See dient in der Sommersaison als ein Landeplatz für Wasserflugzeuge und bildet den Ausgangspunkt für eine Kanutour den Little Hornaday River und anschließend den Hornaday River hinab zum Uyarsivik Lake.